# Helsingborgs stad (stadskommun)
Helsingborgs stad  (1912–1970 officiellt stavat Hälsingborgs stad) var en stad och kommun i Malmöhus län.

## Administrativ historia

### Sammanfattning
Det äldsta beviset för att Helsingborg/Helsingaburg haft status av stad kommer från ett gåvobrev som den danske kungen Knut den Helige sände till Lunds domkyrka den 21 maj 1085.
Helsingborgs stad blev en egen kommun, enligt Förordning om kommunalstyrelse i stad (SFS 1862:14) 1 januari 1863, då Sveriges kommunsystem infördes. 28 november 1890 bildade sedan Stattenaområdet Helsingborgs landsförsamlings municipalsamhälle i Helsingborgs landskommun. Huvuddelen av municipalsamhället inkorporerades i staden 1905, och kvarstående del 1907. Ytterligare delar av Helsingborgs landskommun, Pålsjöområdet med byn Senderöd, inkorporerades 1914 och resterande delar 1918 och 1919. Raus landskommun inkorporerades 1918. Staden uppgick 1971 i den då nybildade Helsingborgs kommun.
Staden tillhörde judiciellt Helsingborgs rådhusrätt som 1971 gick upp i Helsingborgs tingsrätt.
Staden församling var Helsingborgs stadsförsamling som 1909 namnändrades till Helsingborgs stadsförsamling, 1919 till Helsingborgs församling, och 1927 till Helsingborgs Maria församling.

### Grundande och tiden till 1863
Det äldsta beviset för att Helsingborg haft status av stad kommer från ett gåvobrev som den danske kungen Knut den Helige sände till Lunds domkyrka den 21 maj 1085. Stadens styrelse stod under denna tid underställd kungens kontroll och det stadsliga självstyret var begränsat. Under 1200-talet började däremot de danska städernas styrelse formas efter tysk modell, med ett stadsråd, vars högsta post var borgmästarämbetet. I Helsingborg omnämns ämbetet borgmästare för första gången i en köpehandling från den 29 juni 1380, men handlingens ordval tyder på att ämbetet tidigare längre än så. Rådet organiserades efter ett tag kring två borgmästare som valdes av stadens medborgare (i meningen alla män som innehade burskap), oftast bland någon av rådmännen. Rådet kunde bestå av en skiftande mängd rådmän, hur många det var i Helsingborg under medeltiden vet man inte, men under 1500- och 1600-talen bestod rådet av två borgmästare med sex rådmän. Nya rådmän valdes ut av rådet själv bland stadens borgare. Efter att Skåne blivit svenskt ersattes rådet av magistraten, vilken bestod av fyra rådmän och en borgmästare. Rådmännen valdes av borgerskapet på allmän rådstuga och innehade tjänsten fram till sin död. Dessa hade även dömande makt genom att de var ledamöter i rådhustinget.
År 1838 blev Helsingborg och Helsingør världens första vänorter i modern tid.

### Från kommunalreformen 1862
När kommunalförfattningarna trädde i kraft 1863 ombildades Helsingborgs stad till stadskommun. I reformen bestämdes att städer med en folkmängd på mer än 3 000 invånare istället för allmän rådstuga skulle inrätta ett stadsfullmäktige och eftersom Helsingborg vid denna tid hade över 5 000 invånare kom ett sådant att bildas. Besluten skulle i och med detta fattas i stadsfullmäktige till skillnad från i borgerskapets äldste som tidigare. I Helsingborg bestämdes att antalet ledamöter i fullmäktige skulle uppgå till 26. Verkställandet av fullmäktiges beslut tillkom den nyinrättade drätselkammaren. Denna bestod av 15 ledamöter som utsågs av fullmäktige. Den hade bland annat till uppgift att förvalta stadens finanser och dess fastigheter, sköta stadens inkomster och utgifter och utföra rättegångar och lagsökningar å stadens vägnar. Dock fanns magistraten fortfarande kvar, vars uppgift blev att överse den kommunala förvaltningen, samt förrätta valen till stadsfullmäktige, vaka över att stadsfullmäktiges beslut genomfördes, vidarebefordra skrivelser till högre myndigheter efter granskning och yttrande, tillsätta tjänstemän och föreslå utgifts- och inkomststat för staden.
Till ordförande i drätselkammaren utsågs oftast en framstående ledamot av stadsfullmäktige. Efter hand som Helsingborg växte ökade drätselkammarens uppgifter, vilket gjorde att man inrättade särskilda styrelser för brandskyddet och renhållningsverket och ett par decennier senare även vatten- gas, och elverket. I takt med att staden växte utökades också stadsfullmäktiges storlek. År 1877 utökades antalet platser till 32, 1891 till 42 och 1918 till 52. År 1909 fick drätselkammaren en ny arbetsordning, där den indelades i tre avdelningar för beredning av olika typer av ärenden: en finansförvaltning, en förvaltning för de industriella verken, samt för gator och avlopp och en markförvaltning. En omorganisation genomfördes 1918–1919 för att möta den växande arbetsbördan. Nu delades kammaren in i en finansavdelning och en fastighetsavdelning, samtidigt som man inrättade en byggnadskommitté och en inköpskommitté och en särskilt styrelse för stadens kommunala affärsverk. År 1931 infördes ett nytt reglemente och då inrättades ännu en avdelning för behandling av köp och försäljning av fastigheter, samt frågor rörande stadsplan och tomtindelning: Nya fastighetsavdelningen. Den gamla fastighetsavdelningen ansvarade för skötsel av vattenverket, anläggande och skötsel av gator, vägar och avloppsledningar och bytte därför namn till tekniska avdelningen.
Även om arbetet hade fördelats på olika avdelningar behandlades ändå alla frågor i drätselkammaren, vilket gjorde att arbetsbördan fortfarande var mycket stor. I och med en ny kommunallag från 1955, som gav större städer möjligheten att dela på drätselkammarens uppgifter, inrättades från 1956 ett nytt organ i staden: stadskollegiet. Detta fungerade som kommunens styrelse och organ för beredning, översyn och samordning. Vid samma tid bröts den tekniska avdelningen och fastighetsavdelningen ut ur drätselkammaren, vilken hädanefter mestadels blev ett rent finansiellt organ. Avdelningarna blev självständiga nämnder under namnen gatunämnden och fastighetsnämnden. Stadskollegiet bestod av nio ledamöter, kallade kollegieråd, och dess ordförande fick titeln stadsdirektör. Drätselkammaren bestod nu av fem ledamöter. Vid kommunsammanslagningen 1971 upphörde stadskollegiet och drätselkammaren ombildades till en kommunstyrelse. Samtidigt ökades antalet fullmäktigeplatser till 81, vilket dock visade sig vara något för stort och minskades till 65 till valet 1974.

### Inkorporeringar

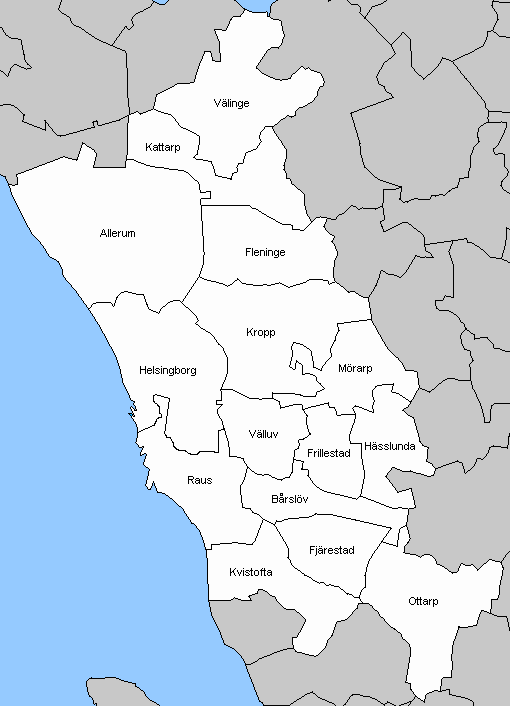
Socknar i nuvarande Helsingborgs kommun.

I takt med att befolkningen i staden Helsingborg ökade kraftigt under senare hälften av 1800-talet började också staden växa ut över sina gränser. Nya stadsdelar växte upp på angränsande landskommuners områden, bland annat Stattena i Helsingborgs landskommun och Raus plantering i Raus landskommun. Stattenaområdet låg dock inte i själva Helsingborgs landskommun, utan låg till följd av äldre sockengränser som en enklav inom Helsingborgs stads område. Detta föranledde den så kallade Oregelbundenhetskommittén, vars uppgift det var att se över oregelbundenheter i gränsdragningarna av kommuner, att år 1882 föreslå en inkorporering av detta område i Helsingborgs stad. Då både Helsingborgs stad och landskommunen motsatte sig förslaget blev det dock inget av frågan just då. År 1890 bildade sedan Stattenaområdet ett municipalsamhälle benämnt Helsingborgs landsförsamlings municipalsamhälle. Trots det ursprungliga motståndet begärde landskommunens municipalsamhälle i december 1897 hos municipalstyrelsen att få bli en del av Helsingborgs stad. I början av 1898 begärde även fastighetsägare i Raus plantering att deras område, som nu praktiskt taget vuxit samman med Helsingborgs stad, skulle inkorporeras. Stadsfullmäktige i Helsingborg ställde sig dock tveksam till båda begäran då en inkorporering av områdena, som dominerades av industrier och arbetarbostäder, ansågs ge ökade utgifter åt staden. Fullmäktige avslog Raus planterings begäran, men antog efter yttrande från länsstyrelsen den från landskommunens municipalsamhälle, förutom en liten del av dess mark i öster. Huvuddelen av området inkorporerades den 1 januari 1905 och två år senare inkorporerades även resterande del.
Då det nu stod klart för de styrande i Helsingborgs stad att staden inte kunde växa utan att man införskaffade ny mark beslöt man år 1908 att köpa in egendomen Pålsjö i norr med avsikt att inkorporera dess marker. I allmänhet skedde en förändring i inställningen till inkorporeringar bland de styrande och man siktade in sig på flera områden, främst inom landskommunens område, men även inom Raus landskommun. Resultatet blev att Pålsjöområdet, där byn Senderöd ingick, inkorporerades från landskommunen den 1 januari 1914. Hela Raus landskommun, inklusive municipalsamhällena Raus plantering, Råå och Köpinge (Ramlösa), inkorporerades den 1 januari 1918 och ett år senare införlivades resterande delar av Helsingborgs landskommun. Slutligen inkorporerades delar av Allerums, Kropps och Kvistofta landskommuner 1920.

### Kommunsammanslagningen
Vid den landsomfattande kommunreformen 1952 bildades i Helsingborgs omgivning ett antal nya "storkommuner" genom sammanslagningar av de äldre landskommunerna: Kattarps landskommun, Ödåkra landskommun, Mörarps landskommun samt Vallåkra landskommun. Redan 1964 beslutade Kungl. Maj:t att ännu en kommunreform skulle genomföras tidigast 1971 och som senast 1974. Helsingborgs stad hade dock redan ett flertal samarbeten med omgivande kommuner, bland annat ett gemensamt brandförsvarsavtal. Dessutom fick Vallåkra kommun sitt vatten från Helsingborg och kommunens högstadieelever gick från 1965 i skolor i Helsingborg. Mörarps kommun hade avtal om att lämna sina sopor på Filbornatippen i Helsingborg. Det var därför självklart för dessa två kommuner att slå sig samman med Helsingborgs stad 1971. I kommunerna i Kattarp och Ödåkra var dock meningarna delade och deras fullmäktige ansåg att de två kommunerna istället skulle bilda en egen storkommun. De två fullmäktige fick stöd i sin åsikt av länsstyrelsen, men i en del av deras orter var stödet för en sammanslagning med Helsingborg stort. Genom beslut av Kungl. Maj:t fastslogs slutligen att Kattarp och Ödåkra skulle slås samman med Helsingborgs stad, då de ansågs tillhöra stadens område gällande service och arbetsmarknad. Sammanslagningen beslutades ske den 1 januari 1971.

### Sockenkod
För registrerade fornfynd med mera så återfinns staden inom ett område definierat av sockenkod 1262 som motsvarar den omfattning staden efter inkorporering av Helsingborgs socken hade kring 1950.

## Stadsvapnet
Blasonering: I fält av silver en från en uppskjutande, genomgående, krenelerad mur uppskjutande borg med en krenelerad kärna med en spetsig med ett utböjt kors krönt tornhuv, allt rött.
Vapenfastställelse av Kungl. Maj:t har skett två gånger, 1916 och 1946. Vid båda tillfällena diskuterades hur man omtolkar ett sigill till ett heraldiskt vapen. Sigillet, som är utgångspunkt för vapnet, är från 1300-talet. Efter kommunbildningen registrerades Helsingborgs stadsvapen i PRV 1974.

## Geografi
Helsingborgs stad omfattade den 1 januari 1952 en areal av 52,06 km², varav 51,86 km² land.

### Tätorter i staden 1960
I Helsingborgs stad fanns tätorten Helsingborg, som hade 75 764 invånare den 1 november 1960. Tätortsgraden i staden var då 99,0 procent. Helsingborg var 1960 Sveriges sjätte största tätort, efter Västerås och före Uppsala. Detta kan jämföras med tätortsavgränsningen den 31 december 2010 då Helsingborg var Sveriges åttonde största tätort.

## Politisk historia
Inför kommunalreformen 1863 hölls det första valet till det nyinrättade stadsfullmäktige den 2 december 1862 och samlade "en stor del av stadens invånare". Det hade beslutats att antalet ledamöter i fullmäktige skulle uppgå till 26 och att dessa skulle sitta i perioder om fyra år, men halva fullmäktige skulle väljas om vartannat år.  Rösträttbestämmelserna utformades på riksplan och utformades så att antalet röster en person kunde ha bestämdes efter hur mycket man betalade i skatt. Detta betydde alltså att de som inte betalade någon skatt inte heller hade någon rösträtt. Samtidigt kunde mycket välbärgade personer inneha flera röster, dock högst 1/20 av det totala antalet röster. Detta justerades 1869 till högst 1/50 eller maximalt 100 röster. Rösträttssystemet kritiserades av chefredaktören för den liberala tidningen Öresunds-Posten, F.T. Borg, som pekade på hur stadsfullmäktige mest utgjordes av stadens mer välbärgade medlemmar, medan hantverkare, kroppsarbetare och mindre handelsmän praktiskt taget saknade representation. Det fanns dock de i fullmäktige som ansåg att alla yrkesgrupper borde ha representation i stadens styrande organ. Bland annat konsul Oscar Trapp, som i samarbete med stadens arbetarrörelse lyckades få träarbetaren Carl Johansson invald i fullmäktige vid ett fyllnadsval 1899.
Inför valet 1910 infördes proportionella val. Skalan för hur många röster en person kunde inneha justerades också så en röstberättigad fick en röst per beskattade 100 kronor upp till 2 000 kronor, varefter ökningstakten minskades till en röst per 500 kronor. Som resultat av valreformen tredubblade Socialdemokraterna sina mandat i fullmäktige, men den konservativa majoriteten rubbades inte. Dock krävde den nya kommunalreformen kvalificerad majoritet (2/3) för att ta beslut i ekonomiska frågor. Detta hade de konservative efter valet 1910, men vid valet 1912 försvann den. Några större förändringar av mandatfördelningen i fullmäktige skedde sedan inte fram till införandet av den allmänna rösträtten.
När den allmänna rösträtten i Sverige med lika rösträtt för både kvinnor och män infördes ökade antalet röstberättigade avsevärt inför kommunalvalet i Helsingborg 1919. I valet blev Socialdemokraterna det största partiet, men Högern och Liberalerna fick tillsammans majoriteten med en mandats marginal. Regeln om kvalificerad majoritet gjorde däremot att partierna var tvungna att samarbeta i flera frågor. Genom valet 1920 fick Socialdemokraterna majoritet i fullmäktige och denna behöll man fram till valet 1976. Vid nästa val infördes att hela fullmäktige valdes om samtidigt. Vid valet 1934 började de ideologiska motsättningarna från Kontinentaleuropa göra sig påminda i Helsingborg. I detta val deltog det ur Högern utbrutna Medborgarförbundet, som kom att bli mycket kontroversiellt då det var klart inspirerat av de idéer om nationalism och folkgemenskap som framkommit inom nationalsocialismen. Medborgarförbundet fick i valet fem mandat, mestadels på Högerns bekostnad. Vid valen 1938 och 1942 uppnådde Socialdemokraterna egen kvalificerad majoritet. Inför valet 1942 deltog Bondeförbundet för första gången, dock utan att ta några mandat. Inför valet 1950 uppgick Medborgarförbundet åter i Högern. Opinionen i Helsingborg följde till största delen den i resten av Sverige, med undantag från att Bondeförbundet, senare Centerpartiet, inte nådde något genomslag i staden. Först efter kommunsammanslagningen 1971 kom partiet att bli representerat i fullmäktige, då med 10 mandat.

### Mandatfördelningstabell
| 11 | 7 | 24 |

| 12 | 5 | 25 |

| 12 | 4 | 26 |

| 17 | 5 | 24 |

| 25 | 6 | 20 |

| 47 |

| 26 | 3 | 22 |

| 46 |

|  | 27 | 22 |

| 48 |

| 26 |  | 23 |

| 50 |

| 28 |  | 21 |

| 50 |

| 31 | 5 |  | 13 |

| 50 |

| 36 | 4 |  | 10 |

| 48 |

| 35 | 3 |  | 11 |

| 48 |

| 5 | 30 | 3 | 4 | 9 |

| 47 |

| 31 | 9 | 11 |

| 44 | 7 |

|  | 28 | 8 | 14 |

| 45 |

| 26 | 6 | 19 |

| 44 | 7 |

| 30 | 9 | 12 |

| 44 | 7 |

|  | 25 | 12 | 12 |

| 42 | 9 |

## Stadens styrande under åren

### Borgmästare
Se även Lista över borgmästare i Helsingborg
| - Michael Pedersen (före 1380) - Thorborn Brun (före 1380) - Johannes Skytte (före 1380) - Tosto (Ebbesen) (1393) - Berthold Piil (omkring 1400) - Peder Karlsen (1403) - Laurens Raven (1423) - Tuve Nielsen (1450, 1451, 1468, 1469) - Claus Seyeler (1468, 1469) - Bengt Mogensen (1468, 1469) - Jens Jepsen (1494, 1497) - Mattis Olsen (1494, 1497) - Lasse Andersen (1505) - Jep Nielsen (1505) - Matts Pedersen Tøndebinder (ca 1530) - Matts Bøddeker (1536) - Bertel Svart (1592) | - Hans Thomeson (till 1597) - Thomans Hanswn Moet (till 1612) - Willom Willomsen (till 1622) - Jens Olufsen (från 1622) - Jesper Pedersen (från 1627) - Peder Pedersen (från 1627) - Jens Christensen (från 1641) - Ennert Pedersen (1650–1655) - Christen Nilsen Brock (från 1655) - Jens Nilsen (från 1655) - Eggert Elers (från 1656) - Hindric Mårtensson Hierzeel (från 1660) - Bengt Pihl, adlad Pihlcrona 1675 (från 1668) - Anders Ekebom (från 1672) - Gabriel Hillersten - Magnus Paulin (från 1681) - Bengt Langh (från 1682) | - Anton Perment (från 1696, avsatt 1704) - Gabriel Löfman (1704–1710) - Henric Sylvius (1710–1738) - Petter Pihl d.y. (1738–1759) - Michael Andreas Cöster (tf. 1759–1761) - Nicolaus Cervin (1761–1791) - Lars Mathias Gülich (1791–1792) - Carl Gustaf Ekerholm (1793–1808) - Anders Petter Ståhle (1809–1832) - Håkan Lundberg (1832–1849) - Lars Magnus Wejlander (1849–1864) - Victor Landegren (1864–1868) - Eric von Stockenström (1868–1899) - Gustaf Hoff (1899–1911) - Johan Bååth (1911–1936) - Joel Laurin (1936–1948) - Lars Gunnar Ohlsson (1948–1970) |

### Ordförande i stadsfullmäktige (kommunfullmäktige)
| - Rudolf Tornérhjelm (1862–1885) - Gustaf Peyron (1885–1887) - Petter Olsson (1888–1903) - Nils Persson (1904–1908) - Malte Sommelius (1908–1919) - Jacob Beskow (1919) - Carl Johansson (1919–1930) - Hjalmar Forsberg (1931–1941) | - Edwin Berling (1941-1951) - Anders Persson (1951–1954) - Börje Skarstedt (1955–1960) - Karl Salomonsson (1961–1966) - Gunnar Nordqvist (1967–1973) - Stig J. Svensson (1974–1976) - Arne Larsson (1977–1982) - Stig Blixt (1983–1985) | - Arne Larsson (1986–1988) - Inger Andersson (1989–1991) - Folke Straube (1992–1994) - Inger Andersson Sjöstedt (1995–1998) - Carin Wredström (1999–2001) - Sven Borgvald (2002) - Ann Arleklo (2003–2006) - Carin Wredström (2006–) |

### Ordförande i drätselkammaren
| - Oswald Toll (1863) - Axel de la Gardie (1864–1874) - Gustaf Peyron (1875–1884) - H. Aron Siöcrona (1885–1893) - Nils Persson (1894–1903) - Oscar Trapp (1904–1908) - Ottomar R. Hedenblad (1909–1914) - Jacob Beskow (1915–1918) - Carl Wester (1918) | - Harald Bergengren (1919–1920) - Hjalmar Forsberg (1920–1930) - Edwin Berling (1931–1941) - Leonard Gjertz (1942–1946) - Klas Petterson (1947–1958) - Gunnar Nordqvist (1959–1961) - Börje Skarstedt (1961–1970) |

## Befolkningsutveckling 1860-1970
| År   | Befolkning |
| ---- | ---------- |
| 1860 | 5 333      |
| 1870 | 7 941      |
| 1880 | 11 550     |
| 1890 | 20 410     |
| 1900 | 24 670     |
| 1910 | 33 347     |
| 1920 | 47 069     |
| 1930 | 55 889     |
| 1940 | 62 176     |
| 1950 | 71 627     |
| 1960 | 76 504     |
| 1970 | 82 432     |